# Polemonium occidentale
Polemonium occidentale är en blågullsväxtart. Polemonium occidentale ingår i släktet blågullssläktet, och familjen blågullsväxter.

## Underarter
Arten delas in i följande underarter:
- P. o. lacustre
- P. o. occidentale

## Bildgalleri

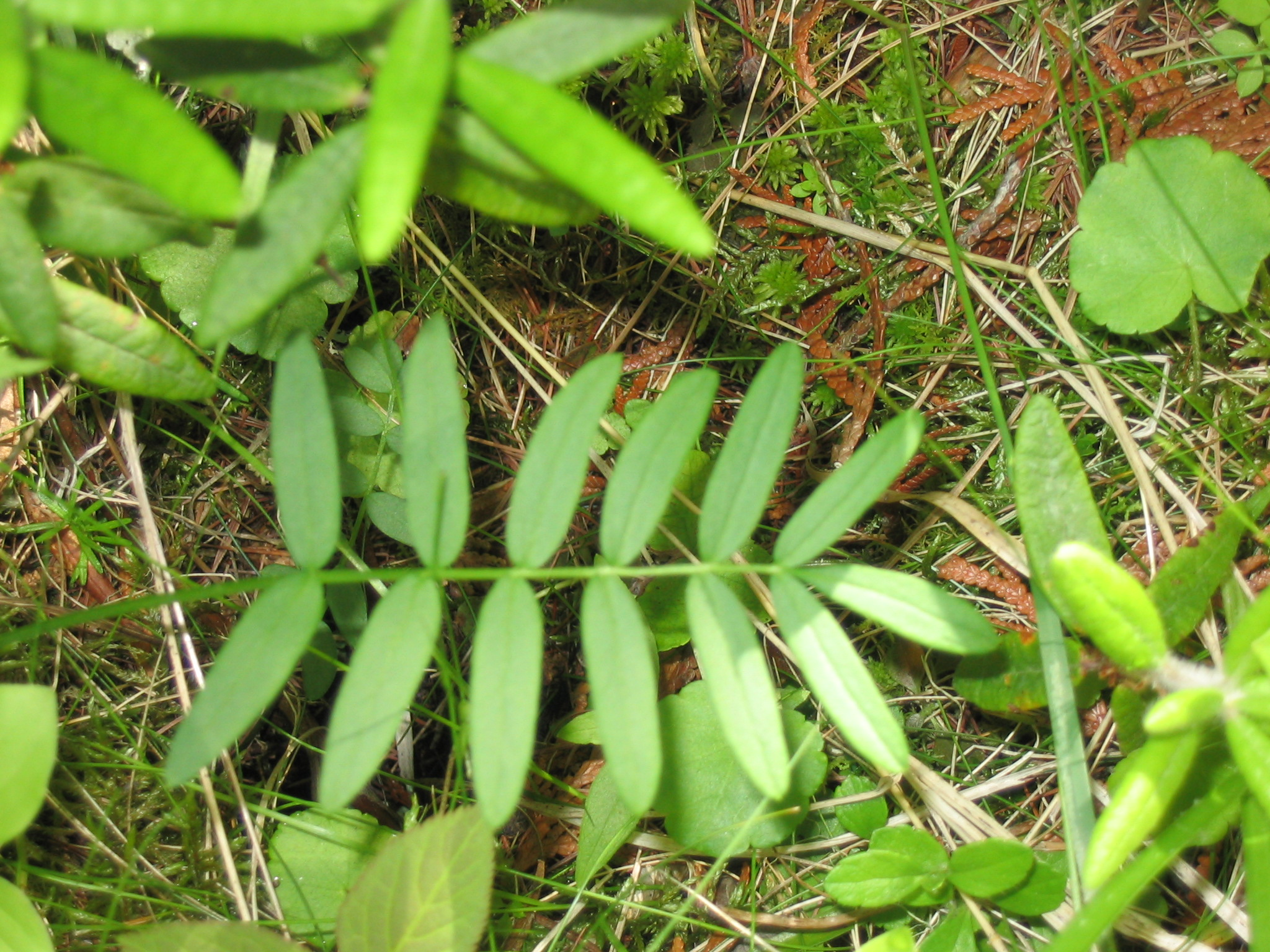
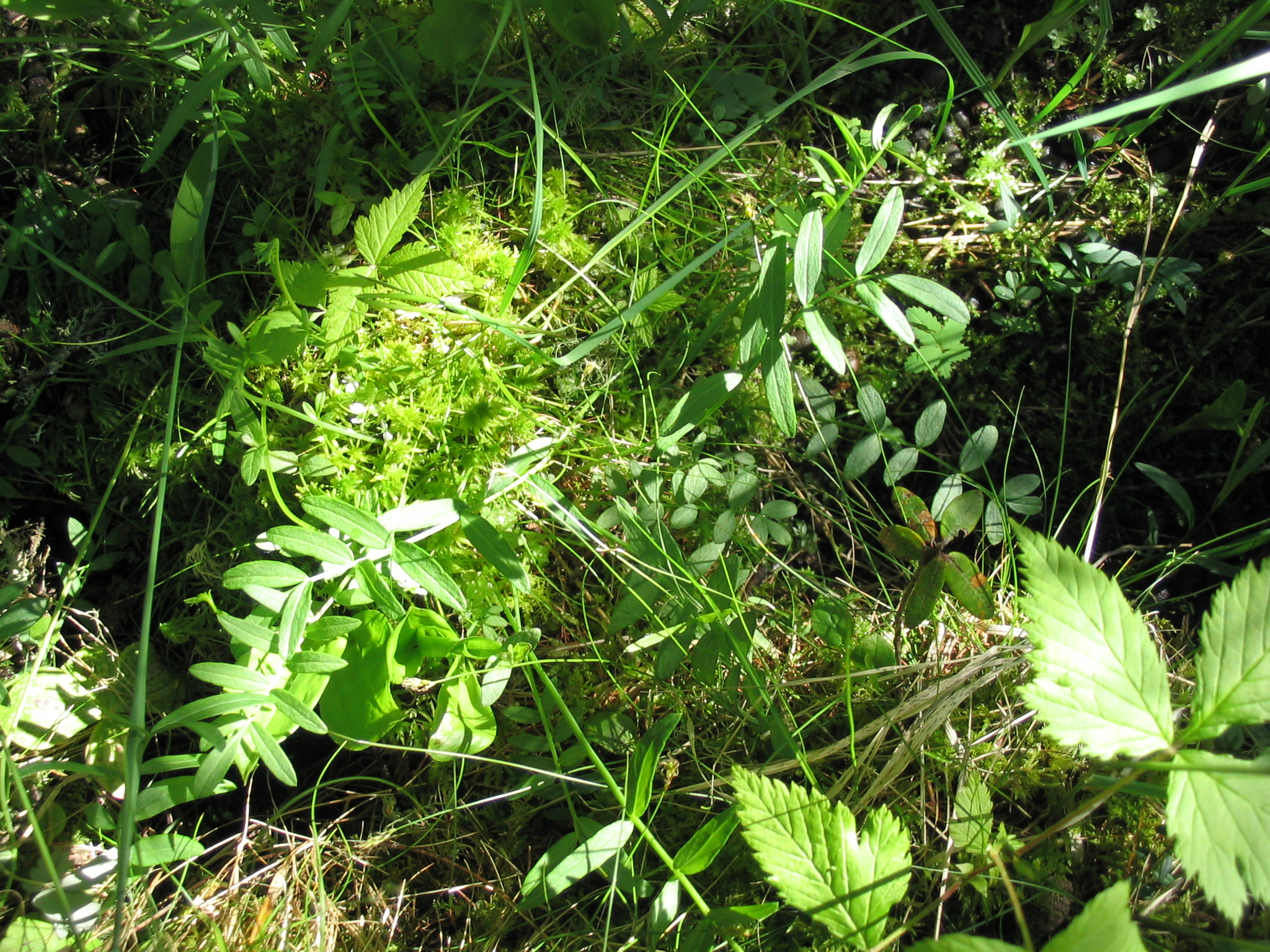
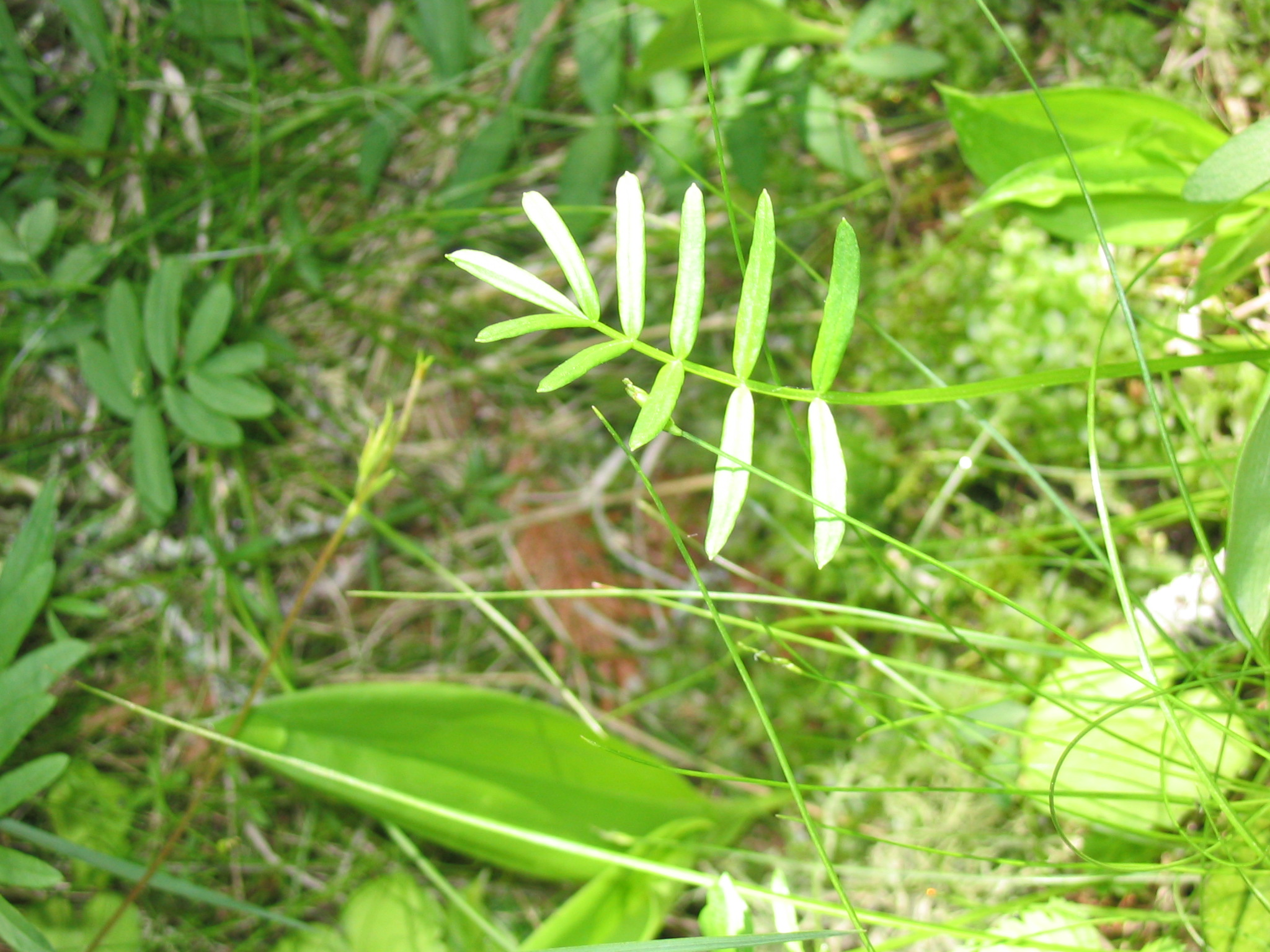
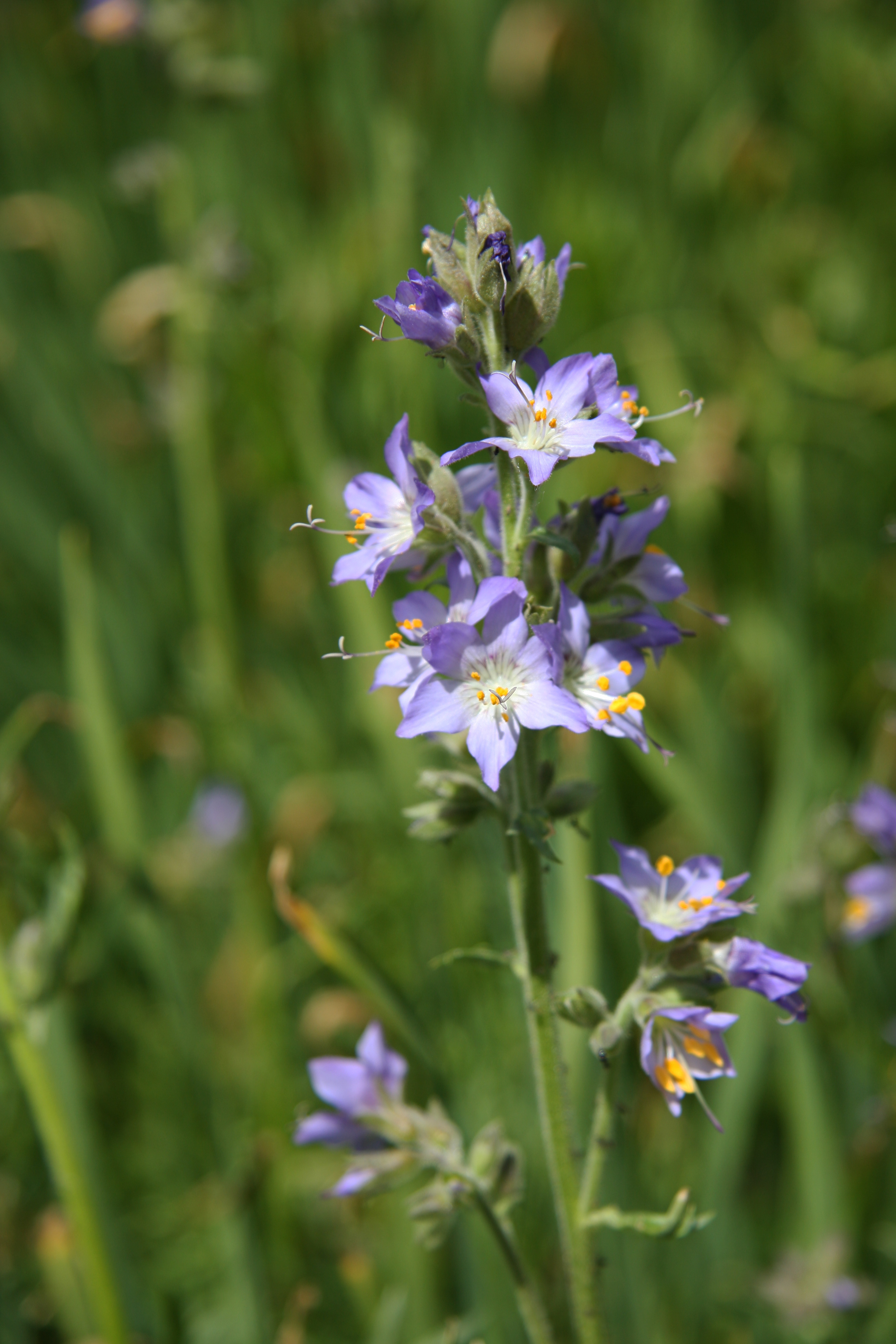